# إسماعيل كندي (مياندوآب)
إسماعيل‌ كندي هي قرية في مقاطعة مياندوآب، إيران. عدد سكان هذه القرية هو 204 في سنة 2006.